# Per Freudenthal
Per Ali Freudenthal, född 9 januari 1875 i Dals-Eds församling, Dalsland, död 14 december 1953 i Kungsholms församling, Stockholm
, var en svensk författare, känd under pseudonymerna Ode Balten och Pseudo Solipse.
Freudenthal blev student 1898, arbetade som banktjänsteman i Kristinehamn 1899-1912, och var journalist vid Svenska Dagbladet 1917 och vid Aftontidningen 1918-29. Från 1920 var han svensk redaktör för Nordisk Forfattertidende. Freudenthal utgav över ett dussin skisser, kåserier och reseskildringar, bland vilka märks Döddansare (1910), Hos nymfer (1911), I lustgården (1912), Den förgyllda grodan (1914), I narrkåpa och harnesk (1915), Idyller i helvetet (1919), Resa till Venus (1923), Röda syner och röster (1928), samt urvalsnovellerna Noveller om Eros (1924) och Selecta (1950).
År 1922 gifte han sig med Ebba Theorin. Paret skildes senare.

## Översättningar
- Leo Trotskij: Min flykt från Sibirien (från tysk upplaga översatt ..., Fram, 1924)
- Johan Falkberget: Den fjärde nattväkten : roman från 1800-talets början (Den fjerde nattevakt) (Framtiden, 1924)
- Leo Trotskij: Kommunismen och terrorn (anti-Kautsky) (Fram, 1928)
- Martin Andersen Nexø: Mitt i en järntid (Framtiden, 1929)
- Martin Andersen Nexø: En moder (Framtiden, 1930)
- Johan Falkberget: Eli Sjursdotter (Saxon & Lindström, 1941)